# Proxis
Proxis was een Belgische internetwinkel, opgericht in 1997. Het hoofdkantoor bevond zich in Anderlecht, waar tussen de 15 en 40 medewerkers tewerkgesteld waren. Proxis verkocht Nederlandstalige, Franstalige en Engelstalige boeken, cd's, dvd's en games. De online winkel was Belgische marktleider en verzond zijn producten wereldwijd.
In 2001 kocht Proxis de winkelketen Club, die actief is in boeken- en papierwaren, over van de GIB Group. Proxis was een van de weinige Belgische online boekhandels die de internetzeepbel overleefden, in tegenstelling tot Frontstage en Azur, al werd deze laatste nog overgenomen. Club en Proxis werden in 2006 overgenomen door Distripar, een bedrijf van de Waalse ondernemer Albert Frère.
Op 22 november 2010 nam Club de beslissing zich voortaan exclusief te focussen op zijn fysieke winkels en verkocht daarbij de merknaam Proxis aan Medio Europe. 
Proxisazur was nu in handen van Medio, leverancier van bibliotheekmateriaal zoals boeken, dvd’s, muziek en games. Op Proxis.be kon men dan ook het multimedia-assortiment van de distributeur online bestellen. Maandag 23 november 2010 werd de overnamedeal gesloten met Club voor Proxis.be. De beide webshops versmolten daarmee tot één webshop. Naar eigen zeggen zou proxis.be&azur.be de grootste online mediawinkel van België zijn.
De webshop stopte op 22 september 2023 definitief.